# ヴィットリオ・グイ
ヴィットリオ・グイ（Vittorio Gui, 1885年9月14日 - 1975年10月17日）は、イタリアの指揮者。
1885年、ローマ生まれ。ローマ大学で文学を学んだ後、1906年にサンタ・チェチーリア国立アカデミアでジャコモ・セタッチョリとスタニスラオ・ファルキの下で作曲を学び、ディプロマを取得。その翌年にローマのアドリアーノ劇場でポンキエッリの《ジョコンダ》を演奏して指揮者としてデビューを飾った。これが契機となって、ナポリとトリノで指揮をすることとなる。1912年、ナポリのサン・カルロ劇場の首席指揮者になり、イタリア各地の歌劇場に客演していた。
1928年に創設されたばかりのフィレンツェ市立管弦楽団（現フィレンツェ五月音楽祭管弦楽団）の音楽監督を任された。1933年には、このオーケストラのコンサートをフィレンツェ五月音楽祭へと発展させた。戦後、フィレンツェを本拠地として活発な活動を展開していたが、1952年から1964年までグラインドボーン音楽祭の音楽監督と芸術顧問に就任した。死ぬ直前まで指揮活動が衰えることはなかったが、フィレンツェで死去した。